# Simeó Rabasa i Singla
Simeó Rabasa i Singla   (els Prats de Rei, 24 de desembre de 1901 - Mollet del Vallès, 19 de gener de 1988) fou un empresari català, fundador de l'empresa de motocicletes Derbi. Alcalde de Mollet del Vallès entre 1939 i 1941, dos anys abans de la seva mort, el President de la Generalitat de Catalunya Jordi Pujol li lliurà la Medalla al treball President Macià en reconeixement del seu esperit d'iniciativa i la seva dedicació al treball en benefici dels interessos generals. Fruit d'aquest esforç, al moment de la seva mort, Derbi havia aconseguit sis títols mundials de pilots i vuit de marques, havia fabricat un milió de motocicletes i comptava amb set-cents treballadors i una factoria de seixanta mil metres quadrats.
Home d'empenta i optimista, davant les dificultats encoratjava els seus parents i treballadors: «No us preocupeu, si no podem fer motos farem carretons o patinets». La seva filosofia vital i empresarial la resumia sovint en «Les tres T: treball, treball, treball».

## Biografia
Els seus pares, Andreu (Mosso d'Esquadra) i Rita (brodadora nascuda a Talamanca), tingueren cinc fills: Margarida, Simeó, Josep, Teresa i Joan. Després d'un temps a La Pobla de Lillet, el 1914 la família s'instal·là a Mollet del Vallès. Poc abans de fer els tretze anys, Simeó començà a treballar en una botiga de queviures de Barcelona, on s'instal·là, anant a Mollet de tant en tant. En fer 15 anys, son pare li comprà una bicicleta per a facilitar-li els desplaçaments. En morir la seva mare, Simeó tornà a Mollet i començà a treballar en una adoberia. Durant aquella època començà a anar en bicicleta per la carretera de La Conreria, fins que el 1922 fou un dels fundadors de la Penya Ciclista de Mollet i obrí un local per a llogar i muntar bicicletes. Poc després, mentre feia el servei militar a Hostalric conegué en un ball la seva futura muller, la Rosa Negre, però fou mobilitzat i hagué d'anar a combatre a la guerra del Marroc.

### 1924: Rabasa i Solá
El 1924 tornà de la guerra amb 23 anys acabats de fer i de seguida s'associà amb el seu cunyat Vicenç Solà (marit de la Teresa), amb qui, l'abril de 1925, inaugurà un local a la plaça del Mercadal de Mollet, amb la raó social de «Rabasa y Solá», dedicat al muntatge, venda, reparació i lloguer de bicicletes. Introduïren la pràctica de la venda a terminis sense recàrrecs (gran novetat a l'època). El 1927 ja tenien 21 sucursals per tot el Vallès.
El 29 d'octubre de 1928 es casà amb la Rosa a Hostalric i se n'anaren de viatge de noces a París, aprofitant per a visitar la fàbrica d'armes i bicicletes La Hirondelle de Sant-Etiève. Poc després, decidí d'establir-se pel seu compte, adquirint un terreny a Martorelles -a la carretera de Mollet a Barcelona- i construint-hi una nau que inaugurà l'abril de 1931 (el seu cunyat, Solá, continuà pel seu compte, creant més endavant la marca de motocicletes Ducson). Un any abans havia nascut el seu primogènit, Andreu Rabasa i Negre, i el 1933 nasqué la seva filla Margarida. El 1934 inaugurà una sucursal a Figueres i l'empresa comptava ja amb 16 operaris i 16 aprenents,

### La guerra i la postguerra
El 19 de juliol de 1936 hagué de fugir a Centelles, però aviat tornà a Mollet a trobar els treballadors i finalment el comitè del poble acceptà que continués a la direcció del taller. El gener de 1939, el comandant de l'exèrcit ocupant el va nomenar alcalde de Mollet, tot i la seva oposició inicial. El maig de 1941 dimití del càrrec pressionat per la Falange, que volia situar-hi algú més adepte, i fou expedientat per unes acusacions que es demostraren falses. El 1944, l'any que nasqué la seva filla Rosa Maria, constituí «Bicicletas Rabasa» associat amb son germà Josep i altres inversors. Poc després, la nova empresa Moto Guzzi Hispania començà a fabricar velomotors a Barcelona i «Bicicletas Rabasa» hi aportà el xassís, les forquilles telescòpiques i alguns components.
Durant la postguerra espanyola, malgrat les dificultats de tota mena, «Bicicletas Rabasa» anava subsistint, arribant a projectar i muntar la primera cadena de mecanitzat de càrters i un banc de proves de motos a la mateixa fàbrica. El 1949 l'equip de Rabasa aconseguí dissenyar el primer velomotor i en començà la producció en sèrie: era el SRS (inicials del fundador), model que tingué tant d'èxit que va provocar un canvi d'estratègia de la companyia, esdevenint «Nacional Motor Rabasa S.A.» el 1950. Aquell any, a les seves dues naus hi treballaven una quarantena de persones.

### 1950, el naixement de Derbi
Aquell mateix any, Rabasa s'assabentà que a Barcelona s'hi havia vist circulant una Jawa (una de les grans marques del moment), i un cop localitzat el propietari l'hi comprà. Aquella moto, desmuntada peça a peça, serví de base per al disseny i fabricació de la Derbi 250, la seva primera motocicleta, que llançaren al mercat el 1950. Durant els més de deu anys que estigué en producció en sortiren més de 100 versions diferents. Començà una època d'expansió en què, a banda de bicicletes i motos, l'empresa arribà a comercialitzar un tricicle i canoes. A més a més, quan encara no existia la SEAT, Simeó Rabasa va projectar amb uns socis la fabricació d'automòbils en sèrie, per la qual cosa va comprar la masia de Can Prat, a Mollet, i n'hi va produir tres prototipus. Però la manca de permisos del ministeri espanyol de torn (com era norma a l'època, els van aprovar el projecte amb la condició que la fabricació la fessin fora de Catalunya) i altres entrebancs el feren desistir del projecte.

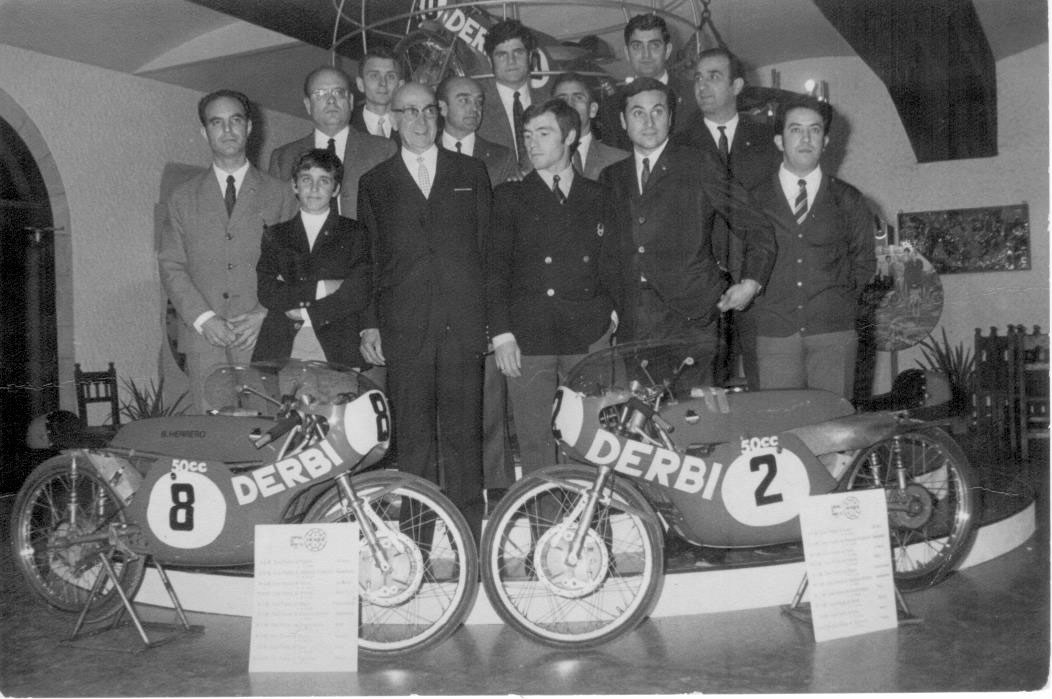
Simeó Rabasa al costat d'Angel Nieto i personal de Derbi el 1969

El 1961, després del llançament del SEAT 600, la venda de motocicletes d'alta cilindrada davallà de cop i Simeó Rabasa reorientà la seva empresa cap a la fabricació de ciclomotors. Una de les primeres creacions en aquest camp va ser la Sport de 49 cc, rebatejada com a Antorcha el 1965 i coneguda popularment com a Derbi paleta, de la qual se n'arribaren a vendre mig milió d'unitats. Fou a mitjans d'aquesta dècada que Derbi començà a competir oficialment en el Campionat del Món de motociclisme de velocitat.
El 1970, la companyia es va dividir en dos, separant la producció de bicicletes sota la direcció de la seva filla Margarida i el seu marit Dante Adami. A partir de 1976, Andreu Rabasa substituí son pare Simeó en la direcció de l'empresa.

## Obra social
Simeó Rabasa fou un empresari compromès amb el seu entorn. A iniciativa seva i finançat per ell, el 1964 s'inaugurà a Mollet del Vallès el Casal Cultural, que incloïa un casal d'avis, una biblioteca pública i un escola de formació professional. Aquell mateix any li proposaren la presidència de la Creu Roja, on s'estigué sis anys. Més tard, finançà el Jardí dels Avis i una escola jardí per a disminuïts psíquics. El 1973, l'alcalde de Martorelles es presentà al seu despatx per a dir-li que el ministeri espanyol els havia donat permís per a edificar una escola amb la condició que l'Ajuntament hi aportés un terreny, però no en tenien cap ni la possibilitat d'adquirir-ne. Rabasa els cedí de bon grat una finca de la seva propietat, Can Camp. Com a agraïment, a l'escola li van posar de nom "Escola Simeó Rabasa".
Pel que fa a la seva empresa, s'ha dit que tractava els treballadors com si fossin de la família (els operaris li deien «avi» afectuosament). Els coneixia tots pel seu nom i els donava tota mena de facilitats: va disposar que l'empresa concedís préstecs sense interessos quan aquells haguessin de comprar-se un cotxe o un pis, i que costegés part dels estudis dels seus fills. També tenia per norma celebrar les jubilacions dels seus treballadors amb un dinar familiar al seu restaurant de Can Prat, on feu construir una piscina i un jardí per tal que les famílies dels treballadors s'hi poguessin aplegar quan arribava el bon temps. Ja durant la dècada de 1960 entengué que per mantenir i augmentar l'excel·lència de la companyia calia qualificar i formar els treballadors, i inicià l'escola professional. Derbi va ser des d'aleshores sinònim de qualitat.
El 1986 rep la Medalla al treball President Macià.